# W. W. McDowell

William Wallace „W. W.“ McDowell

William Wallace „W. W.“ McDowell (* 22. Januar 1867 in Trenton, Gibson County, Tennessee; † 9. April 1934 in Dublin, Irland) war ein US-amerikanischer Diplomat und Politiker. Zwischen 1913 und 1921 war er Vizegouverneur des Bundesstaates Montana und 1934 Botschafter der Vereinigten Staaten im Freistaat Irland.

## Werdegang
W. W. McDowell wurde in Tennessee geboren und kam zu einem nicht überlieferten Zeitpunkt nach Montana, wo er zumindest zeitweise in der Stadt Butte lebte. Politisch schloss er sich der Demokratischen Partei an. Er wurde Abgeordneter im Repräsentantenhaus von Montana, dessen Präsident er in den Jahren 1909 und 1911 war.
1912 wurde McDowell an der Seite von Sam V. Stewart zum Vizegouverneur von Montana gewählt. Dieses Amt bekleidete er zwischen 1913 und 1921. Dabei war er Stellvertreter des Gouverneurs und Vorsitzender des Staatssenats. Im Jahr 1920 war er Ersatzdelegierter zur Democratic National Convention; 1932 nahm er als regulärer Delegierter an dieser Veranstaltung teil, auf der Franklin D. Roosevelt als Präsidentschaftskandidat nominiert wurde. In den Jahren 1929 und 1931 fungierte er als demokratischer Staatsvorsitzender in Montana. 1934 wurde er zum amerikanischen Gesandten im Freistaat Irland, der heutigen Republik Irland, ernannt. Bei seinem Amtsantritt brüskierte er die britische Regierung, indem er deren Vertreter ignorierte und seine Ernennungsurkunde direkt dem irischen Präsidenten überreichte. Nur zwei Wochen nach seinem Amtsantritt starb McDowell bei einem zu seinen Ehren gegebenen Bankett an Herzversagen. Sein Leichnam wurde nach Amerika überführt und in Memphis beigesetzt. Als Gesandter in Irland folgte ihm Alvin M. Owsley.